# Bohdan Wróblewski
 (mars 2016).
Si vous disposez d'ouvrages ou d'articles de référence ou si vous connaissez des sites web de qualité traitant du thème abordé ici, merci de compléter l'article en donnant les références utiles à sa vérifiabilité et en les liant à la section « Notes et références ».
Bohdan Wróblewski, né le 6 août 1931 à Varsovie, et mort le 31 mai 2017 est un dessinateur, graphiste et réalisateur publicitaire polonais. 

## Biographie
Il est diplômé au studio du maître de l’illustration polonaise Jan Marcin Szancer à l'Académie des Beaux-Arts de Varsovie en 1957. Il se spécialise dans le design graphique. Il dessine avec précision, uniquement à la main, à la gouache et à l'encre. Auteur d’une multitude d’illustrations sur l'histoire des techniques, surtout sur l'aviation civile et militaire, l’automobile, le transport ferroviaire, etc., il est aussi l'auteur de nombreuses illustrations de livres pour enfants et jeunesse, et de graphiques dans des lexiques, des encyclopédies et des guides. Il a publié plusieurs albums richement illustré comme Quel est ton signe ? – L’aigle blanc portant sur l'iconographie liée à l'emblème de la Pologne et l'histoire de l'armée polonaise.
Il a collaboré avec des rédactions de populaires magazines polonais : satiriques, spécialisés et jeunesse. Il est un précurseur de la photographie et publicité graphique en Pologne. Il a conçu et réalisé des photos de publicité dans les années 70 et 80 du XXe siècle pour les campagnes publicitaires des entreprises polonaises à l’étranger, comme Polskie Linie Lotnicze LOT (LOT Polish Airlines) ou Fiat Polski. Il est aussi auteur des emballages des chocolats de la chocolaterie E. Wedel ou plusieurs séries de timbres pour la Poste Polonaise. Il est un précurseur du modélisme et de la construction des figurines en papier à monter soi-même. 
En 2002, une croix de Mérite de la République de Pologne lui a été décernée.

## Sélection d’œuvres
- Smoki: 5 modeli papierowych Bohdana Wróblewskiego, Przemysław J. Olszewski, Wydawnictwo Znakomite, 2015,  (ISBN 9788394260033)
- Praga gada: o pokoju, Przemysław J. Olszewski, Wydawnictwo Fundacji Animacja, 2014,  (ISBN 9788364293016)
- Od A do Z, Janusz Minkiewicz, Wydawnictwo Dwie Siostry, 2009.  (ISBN 9788360850961)
- Jaki znak twój? - orzeł biały, Bohdan Wróblewski, ZP Grupa, 2007,  (ISBN 9788392660644)
- Air force uniforms : Canada, United States of America, texte d'Andrzej Gałązka, uniforms, Bellona, 1996,  (ISBN 8311084289)
- Wolny mustang, Ernest Thompsohn Seton, przekł. z ang. Jan Sokolicz-Wroczyński, Egross, 1992
- Okulary, Julian Tuwim, Nasza Księgarnia, 1979,  (ISBN 8310077289)
- O piracie Rum-Barbari i o czymś jeszcze, textes d'Adam Bahdaj, Biuro Wydawnicze Ruch, 1971
- Mój czerwony latawiec, textes d'Alois Mikulka; z czes. przeł. Hanna Kostyrko, Nasza Księgarnia, 1966
- Tadek Niejadek, textes de Wanda Chotomska, Biuro Wydawnicze Ruch, 1960